# 2020년 하계 올림픽 리투아니아 선수단
2020년 하계 올림픽 리투아니아 선수단은 2021년 7월 23일부터 8월 8일까지 일본 도쿄에서 열린 2020년 하계 올림픽에 참가한 올림픽 리투아니아 선수단이다.
리투아니아는 2020년 도쿄 하계 올림픽에 출전했다. 원래 2020년 7월 24일부터 8월 9일까지 열릴 예정이었던 올림픽은 코로나19 범유행으로 인해 2021년 7월 23일부터 8월 8일로 연기되었다. 이는 소비에트 시대 이후에 국가가 8회 연속 올림픽에 출전한 것이며 하계 올림픽 역사상 전체 10번째였다.
2016년에 4개의 메달을 획득한 리투아니아의 메달 획득량은 도쿄에서 1개의 은메달로 떨어져 1996년 이후 가장 약한 성적을 기록했다.

## 출전 선수
| 종목    | 남자 | 여자 | 전체 |
| ------- | ---- | ---- | ---- |
| 육상    | 6    | 5    | 11   |
| 카누    | 1    | 0    | 1    |
| 사이클  | 1    | 4    | 5    |
| 유도    | 0    | 1    | 1    |
| 체조    | 1    | 0    | 1    |
| 근대5종 | 1    | 2    | 3    |
| 조정    | 7    | 2    | 9    |
| 요트    | 1    | 1    | 2    |
| 사격    | 1    | 0    | 1    |
| 수영    | 5    | 1    | 6    |
| 역도    | 1    | 0    | 1    |
| 레슬링  | 1    | 0    | 1    |
| 전체    | 26   | 16   | 42   |

## 같이 보기
- 올림픽 리투아니아 선수단